# Jan van der Linde
Jan van der Linde (Amsterdam, 3 janvier 1864 - 8 mars 1945) est un peintre néerlandais. 

## Biographie

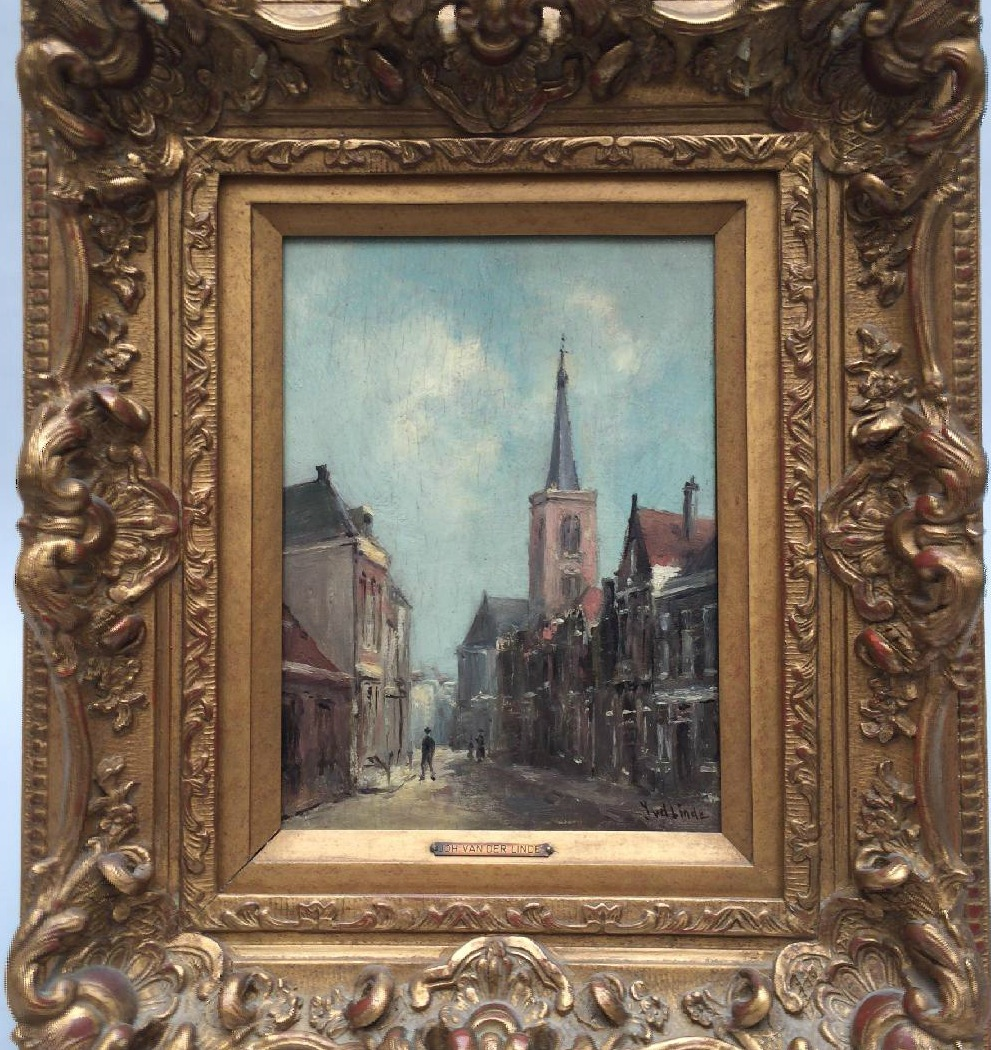
Scène de village.

Il exerce d'abord le métier de tailleur, et c'est seulement après son 40e anniversaire qu'il commence à peindre. Le peintre Eduard Alexander Hilverdink (nl) (1846-1891) reconnait son talent et s'occupe de son apprentissage et de sa formation.
Il se spécialise dans les peintures marines, dans les paysages et les scènes de village.
Son fils, Jan (Joannes) van der Linde, jr. (1887-1956) est également peintre. Comme celui-ci est mort sans descendant, les œuvres ont été données et sont exposées au Musée maritime d'Amsterdam et au Musée maritime de Rotterdam.